# Klášter Fürstenfeld
Klášter Fürstenfeld je dodnes dochovaný, původně románský klášter ve městě Fürstenfeldbruck v Bavorsku.

## Historie kláštera
Klášter založil jako cisterciáckou fundaci Ludvík II. zv. Přísný, vévoda hornobavorský a falckrabě rýnský, otec budoucího římského císaře Ludvíka Bavora na věčnou památku své první manželky Marie Brabantské, která byl pro údajnou nevěru popravena. Jsou zde pohřbeny i Ludvíkovy další ženy Anna Hlohovská a Matylda Habsburská.